# St. Georg (Nieder-Olm)

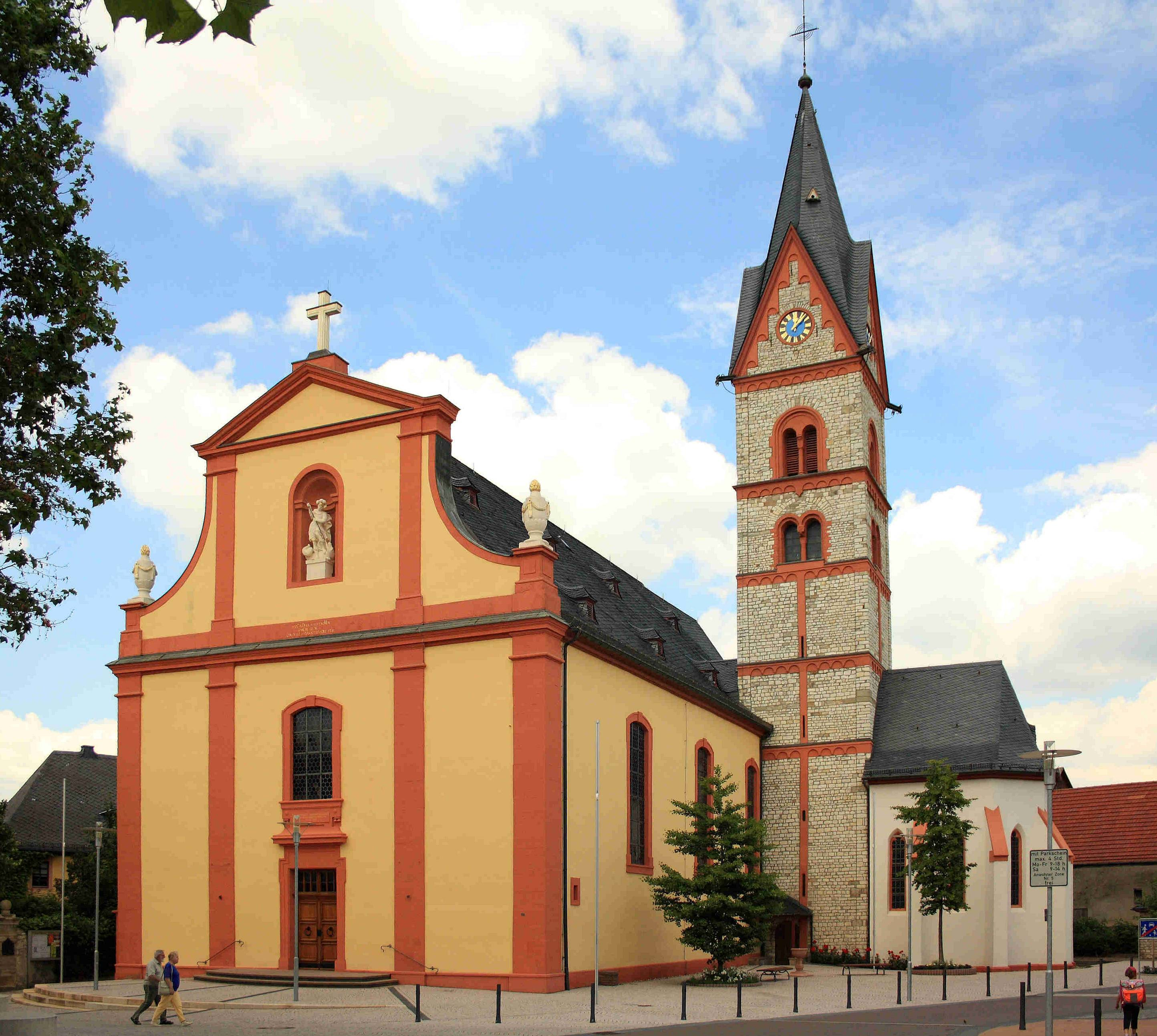
Katholische Kirche St. Georg in Nieder-Olm

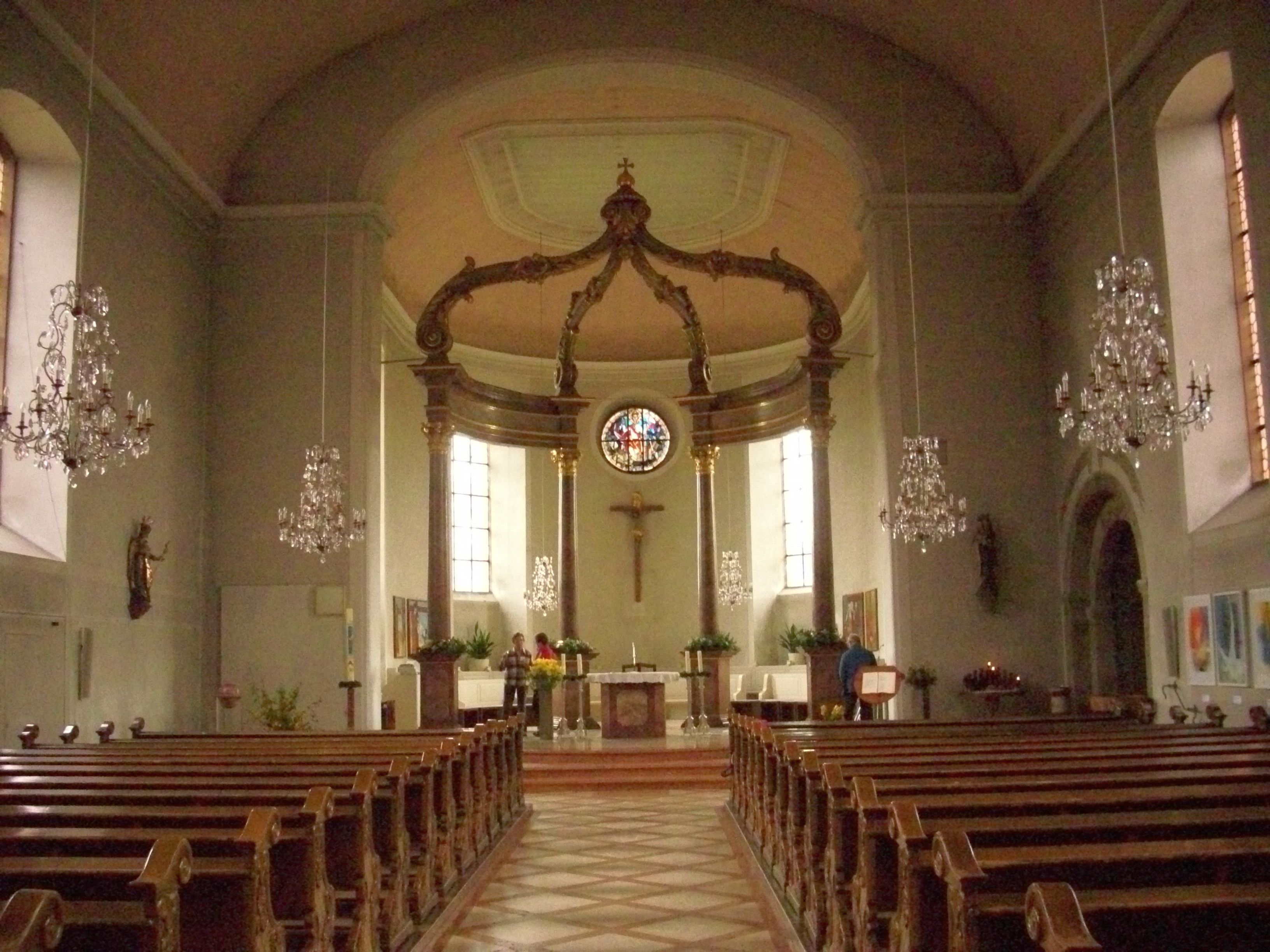
Innenansicht

St. Georg ist eine denkmalgeschützte römisch-katholische Pfarrkirche in der Stadt Nieder-Olm im rheinland-pfälzischen Landkreis Mainz-Bingen. Die Gemeinde gehört zum Dekanat Mainz-Süd innerhalb des Bistums Mainz. 
In ihrer Bausubstanz weist St. Georg drei Baustile auf: Den romanischen im Turm bis zum vierten Obergeschoss, den gotischen im Choranbau und den barocken im Kirchenschiff.

## Geschichte
Eine erste Kirche wurde möglicherweise bereits im 6. Jahrhundert in der Merowingerzeit unter Bischof Sidonius mit St. Georg als Schutzheiligem gegründet. Historiker gehen davon aus, dass sich im frühen Mittelalter am heutigen Platz eine Fachwerkkirche in der Nähe eines fränkischen Gutshofes befunden hatte, die um 1100 durch eine steinerne romanische Kirche ersetzt wurde. Eine erste urkundliche Erwähnung ist von 1167 bekannt. Um 1400 wurde die Apsis am romanischen Chorturm der Kirche abgerissen und durch einen größeren gotischen Chorraum ersetzt, der heute noch als Katharinenkapelle genutzt wird. Das romanische Kirchenschiff wurde dann Ende des 18. Jahrhunderts wegen seines schlechten baulichen Zustandes abgerissen, und es entstand an seiner Stelle ein zeittypischer Barockbau, dessen Altarraum nach Norden ausgerichtet ist. Dieser Saalbau mit dreiseitig geschlossenem Chor und Giebelfassade wurde nach den Plänen des kurmainzischen Baudirektors Jacob Joseph Schneider errichtet. Im Jahr 1837 erhielt die Kirche ihr heutiges Aussehen; dem Chorturm wurde ein Glockengeschoss hinzugefügt. Im Zweiten Weltkrieg beschädigten Bomben und Artilleriebeschuss die Kirche so stark, dass sie zunächst nicht mehr genutzt werden konnte. Der Wiederaufbau dauerte von 1948 bis 1952. Eine Renovierung der Innenräume fand 1977/78 statt, eine Außenrenovierung 2006/2007.

## Ausstattung
In einer Wandnische hoch über dem Portal steht die vom Mainzer Bildhauer Nikolaus Binterim (1724–1776) geschaffene Figur des Kirchenpatrons, des hl. Georg. Wie zahlreiche Kirchen in der Umgebung hat auch St. Georg wertvolle Teile seiner barocken Ausstattung der Auflösung zahlreicher Mainzer geistlicher Institute im Zuge der Säkularisierung zu verdanken. Im 19. Jahrhundert wurde ein viersäuliger Rokoko-Baldachin, der um 1770/80 gefertigt wurde, aus dem Reichklarenkloster in Mainz erworben und über dem Altar aufgestellt. Ein Orgelprospekt wurde aus dem ehemaligen Kloster Armklara übernommen. Unter den Heiligenfiguren ragt eine spätgotische Madonna aus der Zeit 1490/1500 heraus. Die verwitterten Sandsteingrabmäler an der Außenseite der Kirche stammen vom ehemaligen Friedhof und wurden beim Bau des barocken Kirchenschiffs an ihren heutigen Platz gestellt.
Im Jahr 1911 wurde die heutige Orgel durch die Firma Körfer aus Gau-Algesheim eingebaut.